# Route départementale 12 (Hautes-Pyrénées)
Pour les articles homonymes, voir Route départementale 12.
La route départementale 12, ou RD 12, est une route départementale des Hautes-Pyrénées reliant Chèze à Luz-Saint-Sauveur.

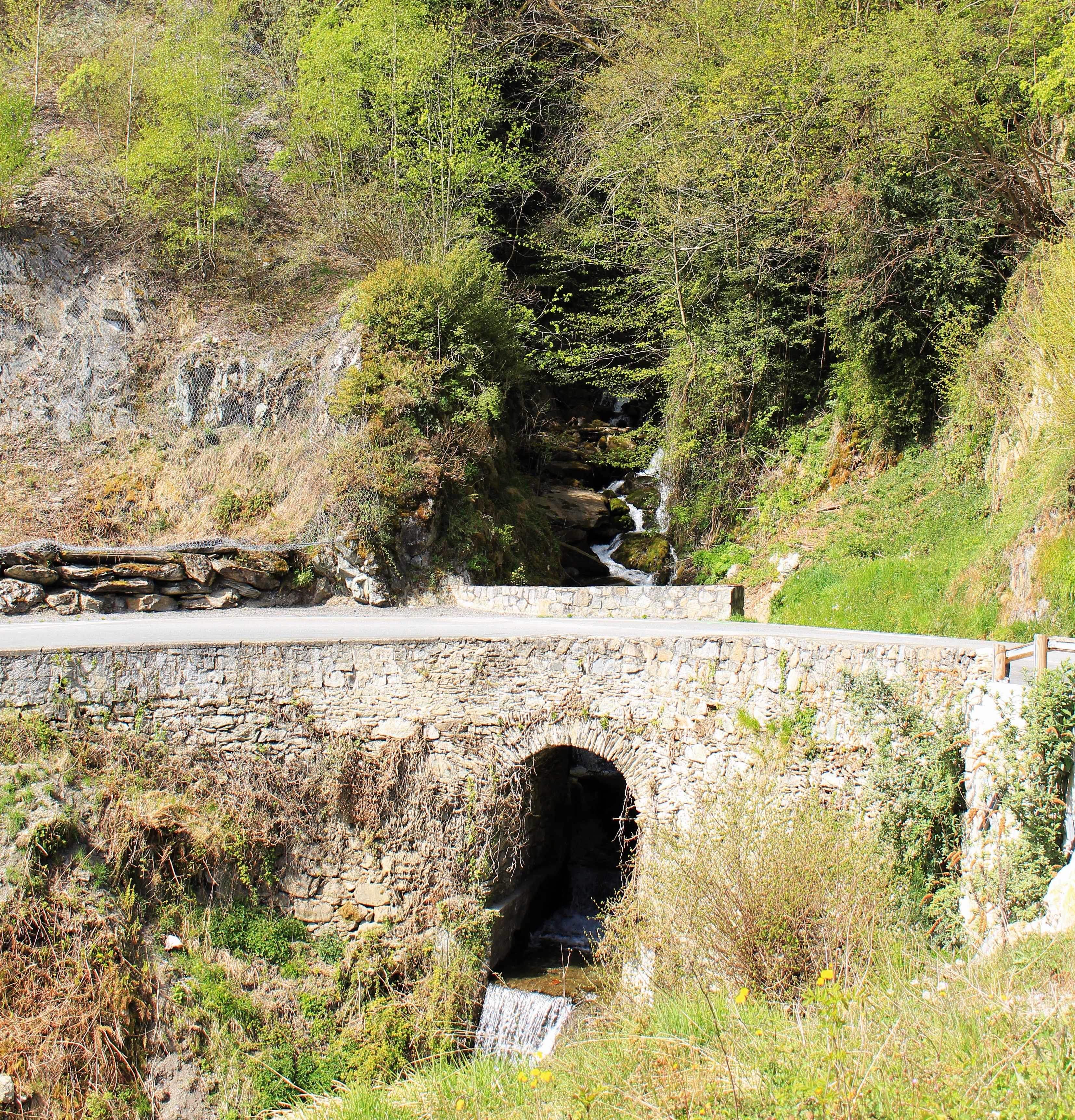
La RD 12 au-dessus du Ruisseau de Bernazau à Sazos.

## Descriptif

### Longueur
L'itinéraire présente une longueur de 21,4 km.

### Nombre de voies
La RD 12 est sur la totalité de son tracé bidirectionnelle à deux voies.

### Tracé
La RD 12 traverse le département d'est en ouest à partir de Chèze jusqu’à la station de ski de Luz-Ardiden.
Elle coupe  la route départementale D 921 au niveau du pont de Pescadère.
Elle est entièrement dans le Pays des Vallées des Gaves en pays Toy.

## Communes traversées
- Chèze
- Saligos
- Esquièze-Sère
- Sassis
- Luz-Saint-Sauveur
- Sazos
- Grust

## Gestion, entretien et exploitation

### Organisation territoriale
En 2021, les services routiers départementaux sont organisés en cinq agences techniques départementales et 25 centres d'exploitation qui ont pour responsabilité l’entretien et l'exploitation des routes départementales de leur territoire. 
La RD 12 dépend de l'agence des Pays des Vallées des Gaves et du centre d'exploitation de Luz-Saint-Sauveur.

### Exploitation
En saison hivernale, le département publie une carte des conditions de circulation (C1 circulation normale, C2 délicate, C3 difficile, C4 impossible).

## Galerie

Sélection de vues des villages traversés.
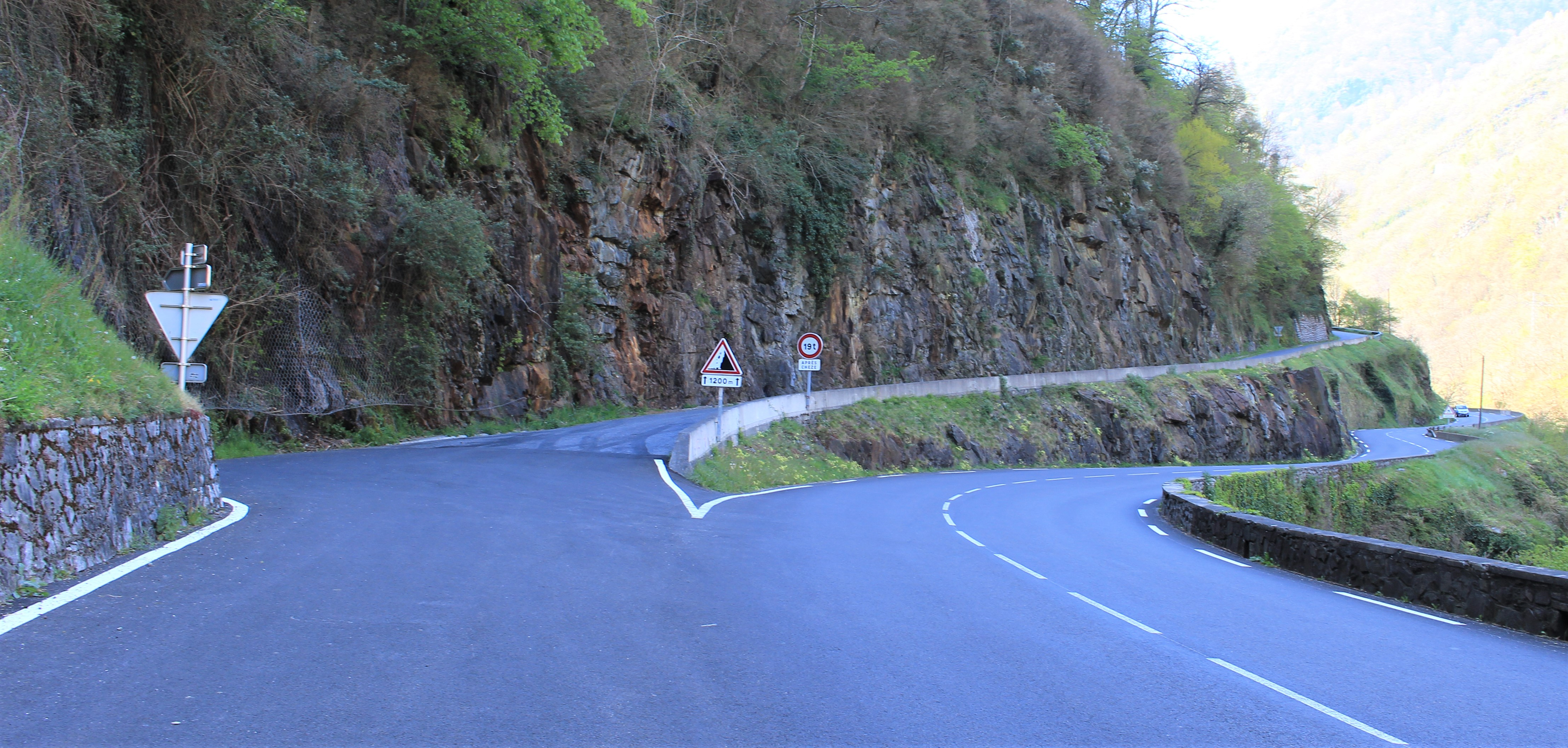
Début de la route.
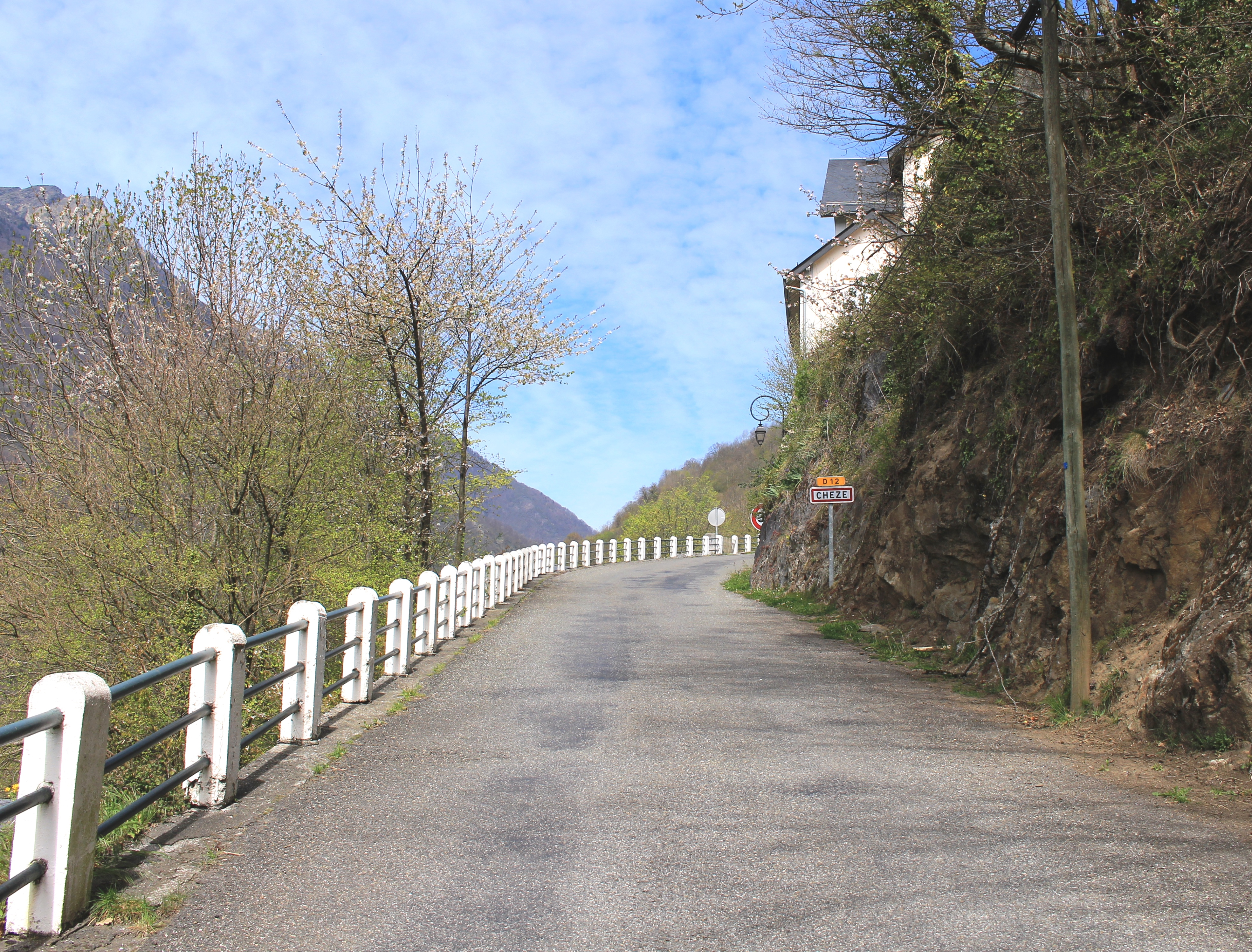
Entrée Sud de Chèze.
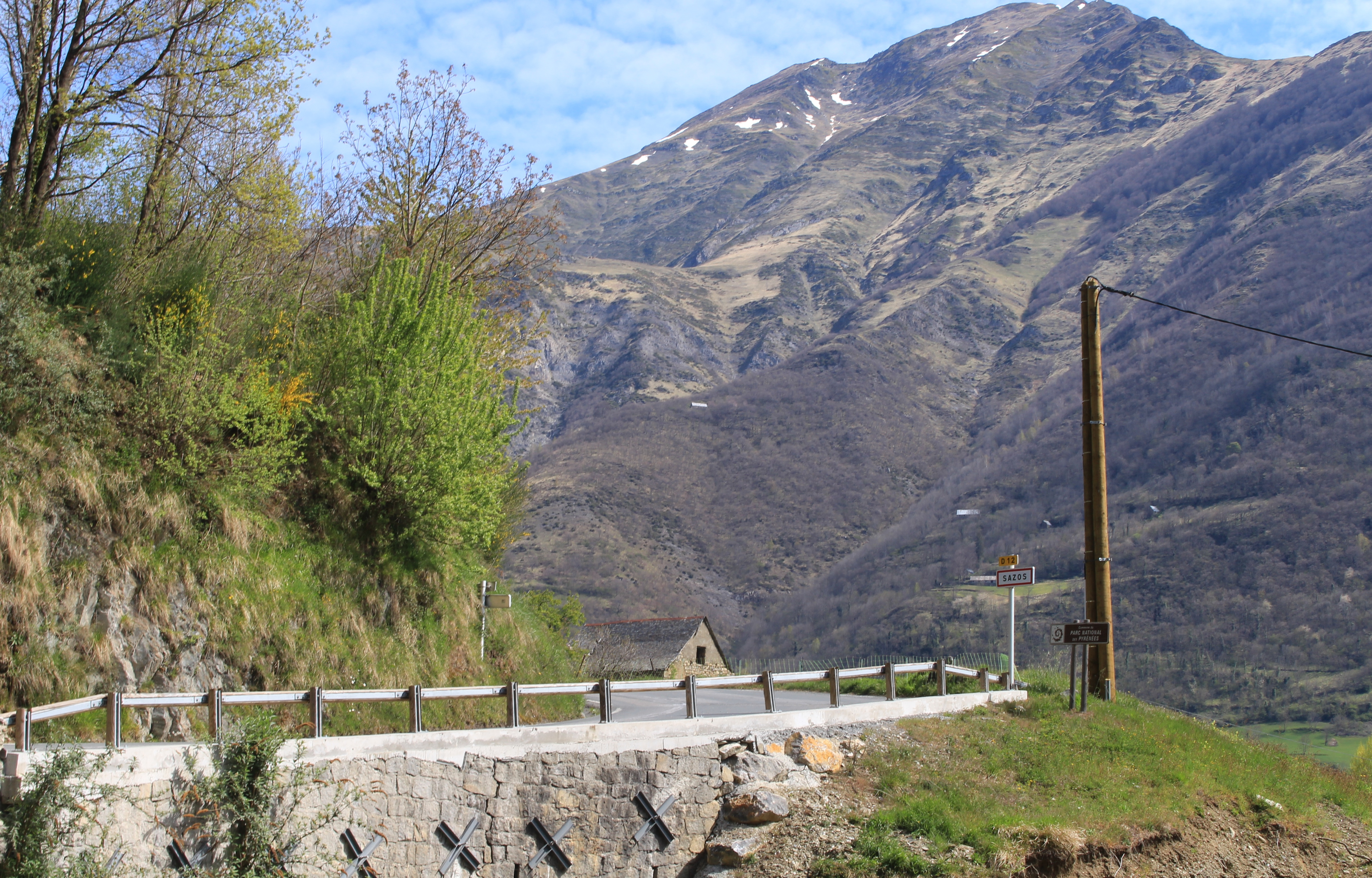
Entrée Sud de Sazos.
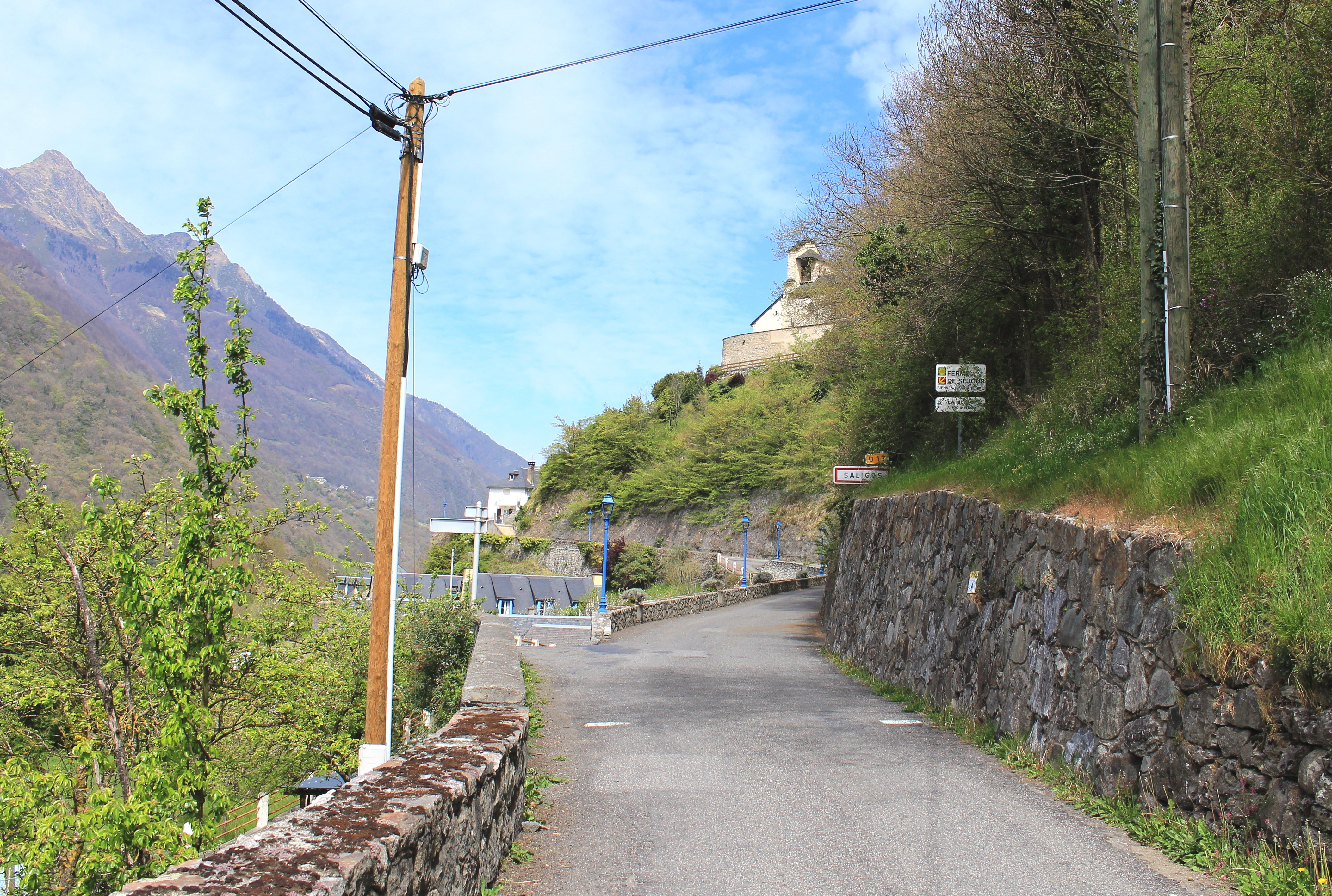
Entrée Sud de Saligos.
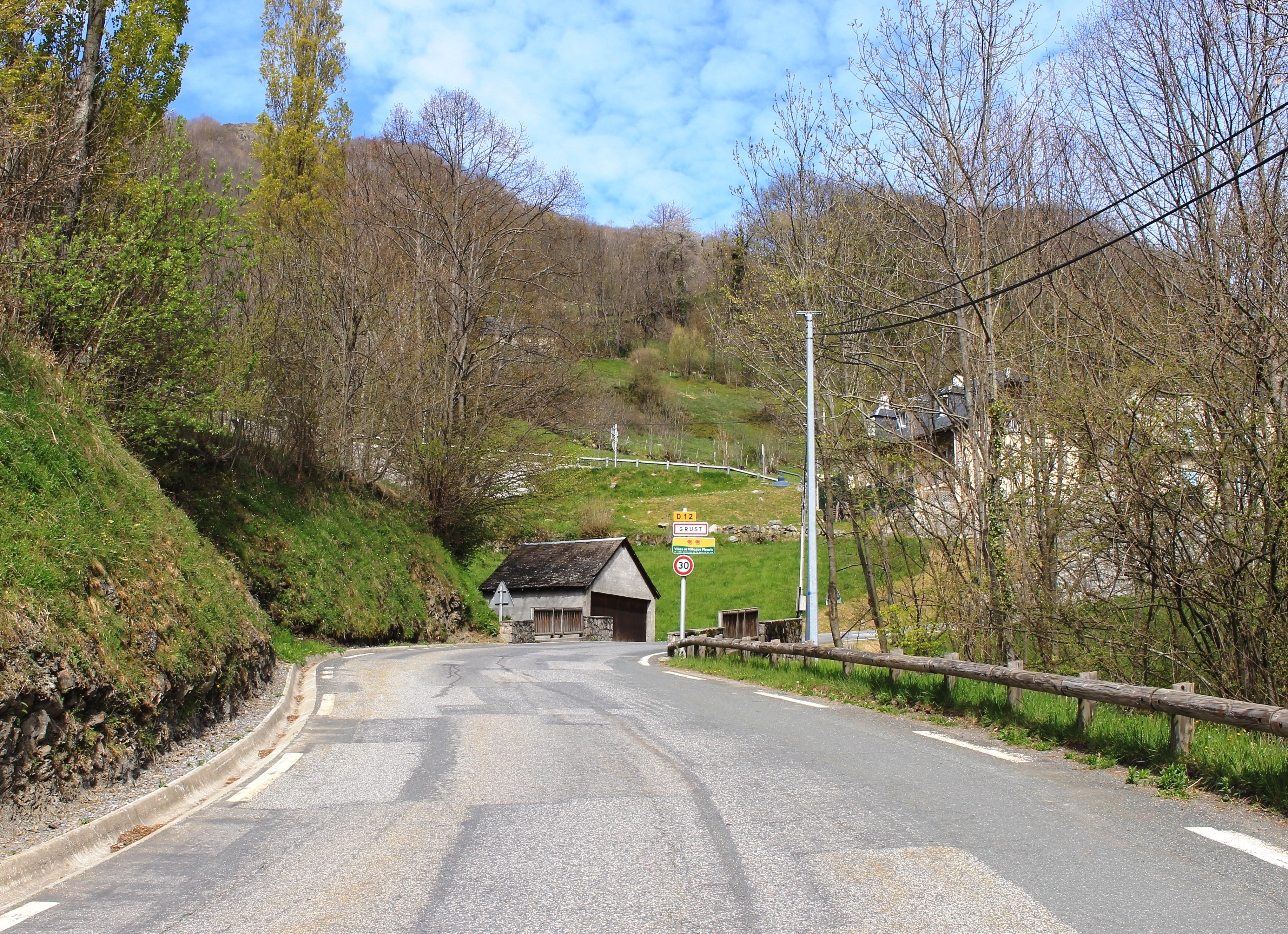
Entrée Sud de Grust.
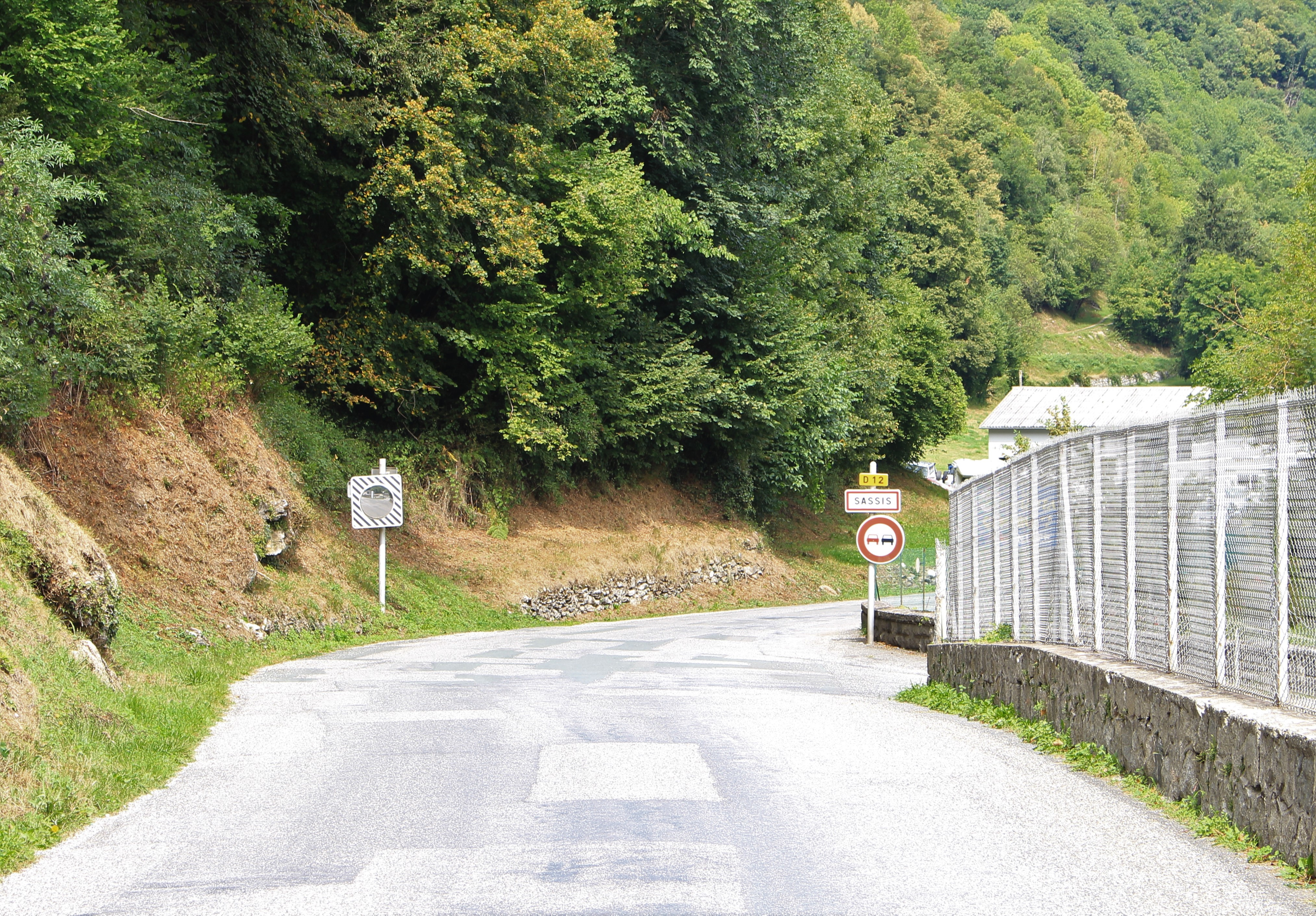
Entrée Sud de Sassis.
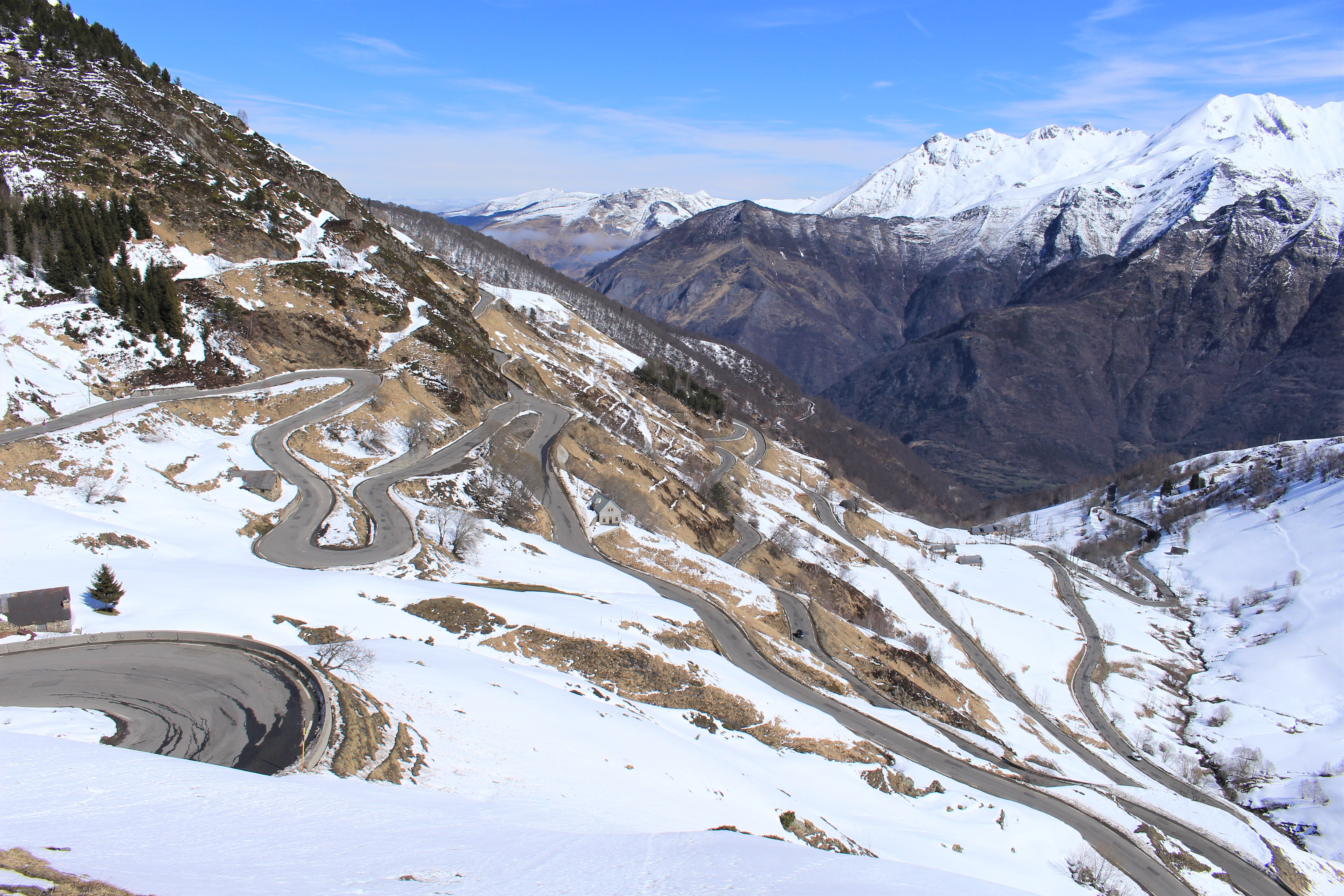
Montée à Luz-Ardiden.